# Quận Alcorn, Mississippi
Quận Alcorn là một quận thuộc tiểu bang Mississippi, Hoa Kỳ.
Quận này được đặt tên theo. Theo điều tra dân số của Cục điều tra dân số Hoa Kỳ năm 2000, quận có dân số 37.057 người. Quận lỵ đóng ở Corinth6. Quận Alcorn được lập năm 1870. Đây là nơi diễn ra cuộc bao vây Corinth, một chiến dịch sớm trong nội chiến Mỹ.

## Địa lý
Theo Cục điều tra dân số Hoa Kỳ, quận có diện tích 401,35 dặm vuông Anh (1.039,5 km2), trong đó có 1,46 dặm vuông Anh (3,8 km2) là diện tích mặt nước.According to the 2000 census, the county has a total area of 401,35 dặm vuông Anh (1.039,5 km2), of which 399,89 dặm vuông Anh (1.035,7 km2) (or 99.64%) is land and 1,46 dặm vuông Anh (3,8 km2) (or 0.36%) is water.